# Linea Rossa (metropolitana di Stoccolma)

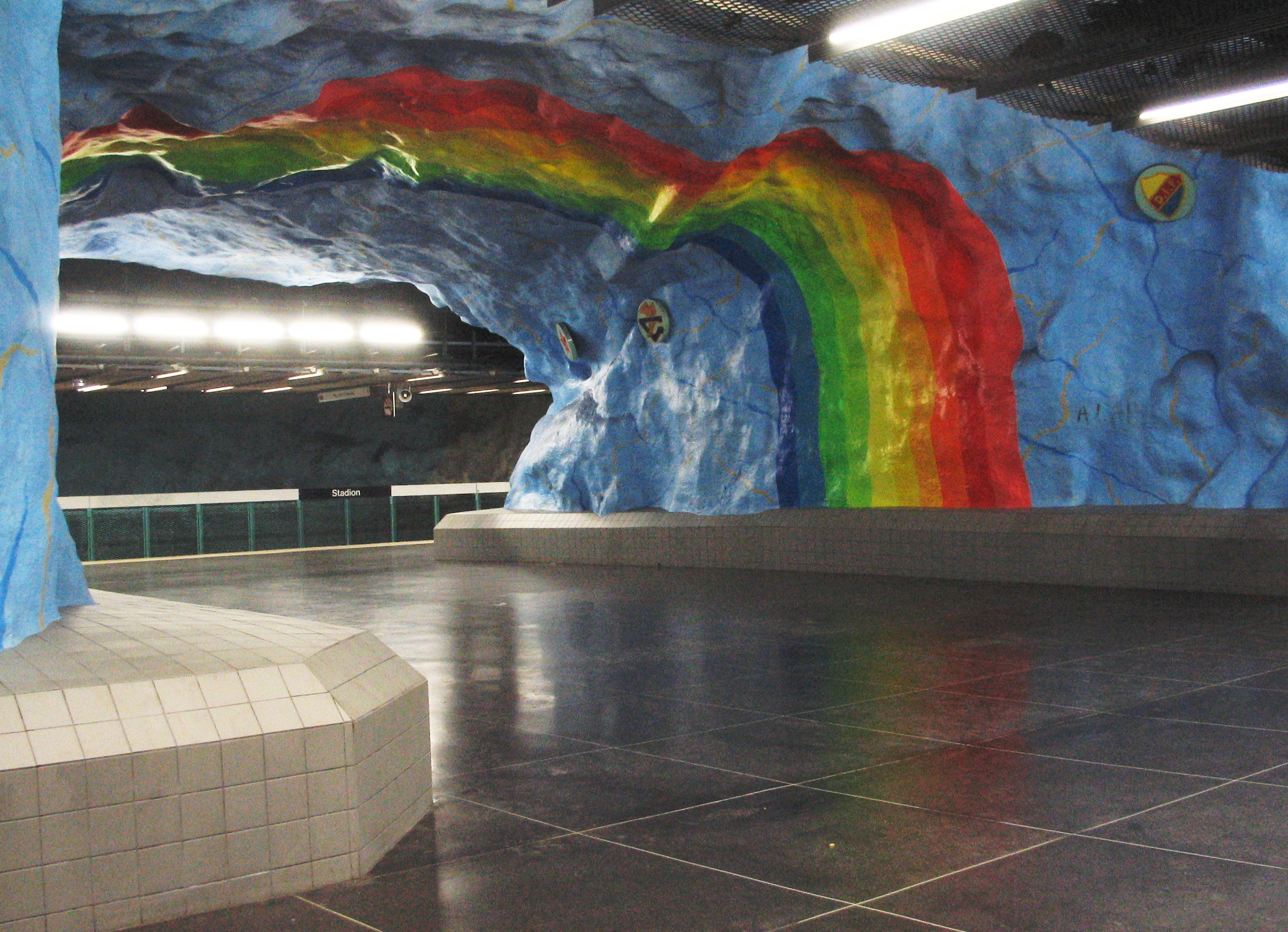
La stazione Stadion

La linea rossa (Röda linjen) è una delle tre linee della metropolitana di Stoccolma a servizio della città di Stoccolma, in Svezia. Comprende 36 stazioni, di cui 15 sono situate in superficie. Si suddivide a sua volta nelle sezioni T13 e T14.
Viene utilizzata mediamente da circa 400.000 passeggeri nei giorni lavorativi, per un totale di 128 milioni di transiti all'anno.

## Storia
È stata ufficialmente aperta il 5 aprile 1964 con le due tratte comprese fra la stazione T-Centralen e i capolinea dell'epoca Örnsberg (linea T13) o Fruängen (T14), a seconda del capolinea di destinazione.
Nel corso degli anni la linea è stata oggetto di diversi prolungamenti:
- 1964: T-Centralen - Fruängen
- 1964: Liljeholmen - Örnsberg
- 1965: Örnsberg - Sätra
- 1965: T-Centralen - Östermalmstorg
- 1967: Sätra - Skärholmen
- 1967: Östermalmstorg - Ropsten
- 1967: Skärholmen - Vårberg
- 1972: Vårberg - Fittja
- 1973: Östermalmstorg - Tekniska högskolan
- 1975: Tekniska högskolan - Universitetet
- 1975: Fittja - Norsborg
- 1978: Universitetet - Mörby centrum

## Tracciato
Il tracciato della linea rossa, lungo complessivamente 41.238 metri, vede la presenza di quattro diramazioni che vanno a formare due percorsi:
- La linea T13 parte dalla stazione Ropsten, situata a nord-est, per poi attraversare il centro cittadino fino a raggiungere il capolinea di Norsborg in direzione sud-ovest.
- La linea T14 congiunge la stazione settentrionale di Mörby centrum all'altro capolinea di Fruängen, attraversando anch'essa il cuore della città lungo il suo percorso.

Le due linee si congiungono in un percorso comune nel tratto compreso tra le fermate Östermalmstorg e Liljeholmen, per poi dividersi nuovamente in prossimità di una biforcazione.
In caso di necessità per guasti o altro, i treni possono effettuare inversione di marcia nei seguenti tratti o stazioni:
- Mörby centrum
- tra Bergshamra e Universitetet
- tra Tekniska högskolan e Stadion
- tra Stadion e Östermalmstorg
- Tekniska högskolan
- Ropsten
- Östermalmstorg
- tra T-Centralen e Slussen
- Liljeholmen
- Telefonplan
- Fruängen
- Sätra
- Norsborg

### Percorsi e stazioni
| Linea | Tratta                   | Tempo viaggio | Lunghezza | Stazioni |
| ----- | ------------------------ | ------------- | --------- | -------- |
| T13   | Norsborg – Ropsten       | 44 minuti     | 26,6 km   | 25       |
| T14   | Fruängen – Mörby centrum | 33 minuti     | 19,5 km   | 19       |